# 西海市立西彼北小学校
西海市立西彼北小学校（さいかいしりつ せいひきたしょうがっこう, Saikai City Seihi Kita Elementary School）は、長崎県西海市西彼町小迎郷にある公立小学校。略称は「西彼北小」（せいひきたしょう）、「北小」（きたしょう）、「せきた」。

## 概要
歴史
1877年（明治10年）に開校した「公立下等小迎小学校」を前身とする。1939年（昭和14年）に大串尋常高等小学校の小迎分教場となったが、1961年（昭和36年）に「大串村立北小学校」として独立。現校名になったのは2005年（平成17年）。2011年（平成23年）に独立50周年（創立135周年）を迎えた。
学校教育目標
「豊かな人間性と確かな学力、たくましい体をそなえた実践力のある子どもの育成」
校章
「勉学」・「飛躍」・「平和」を象徴する羽根の絵を背景にして中央に校名の「北小」の文字（縦書き）を置いている。
校歌
1964年（昭和39年）に制定。作詞は中嶋英治、作曲は宗久彌による。歌詞は3番まであり、各番に校名の「北小学校」が登場する。
校区
住所表記で西海市西彼町の後に「伊ノ浦郷、小迎郷、八木原郷（上白浜地区の一部を除く）」が続く地域。中学校区は西海市立西彼中学校。

## 沿革
正史
- 1877年（明治10年）6月 - 下等小学科（4年制）を設置し、「公立下等小迎小学校」が開校（創立年）。
- 1882年（明治15年）- 教育令改正後に小学校教則綱領が制定され、初等科（3年制）と中等科（3年制）を設置し、「公立中等小迎小学校」に改称。
- 1886年（明治19年）9月 - 小学校令の施行により、簡易科（3年制）を設置し「簡易小迎小学校」に改称。
- 1889年（明治22年）4月 - 町村制の施行により、大串村立の小学校となる。
- 1890年（明治23年）4月 - 小学校令の改正により、簡易科を廃止の上、尋常科（4年制）を設置し「尋常小迎小学校」に改称。
- 1893年（明治26年）4月 - 小学校令の改正により、「小迎尋常小学校」に改称（「尋常」の位置が変更[2]）。
- 1902年（明治35年）3月 - 現在地に校舎が完成し、移転を完了。
- 1905年（明治38年）11月 - 高等科（2年制）を併置し、「小迎尋常高等小学校」に改称（尋常科4年・高等科2年）。
- 1908年（明治41年）4月 - 小学校令の一部改正により、義務教育年限が尋常科4年から尋常科6年に延長される。
  - そのため、旧高等科1年を尋常科5年に、旧高等科2年を尋常科6年に振り替えて設置。これにより高等科は廃止され、「小迎尋常小学校」に改称（尋常科のみ6年）。
  - 新たに高等科が設置されることはなく、高等小学校への進学を希望する者は、大串尋常高等小学校へ通うこととなる。
- 1916年（大正5年）4月 - 高等小学校等に進学しない児童を対象とした「小迎農業補習学校」を併設。
- 1935年（昭和10年）4月 - 青年学校令の施行により、併設の小迎農業補習学校が「小迎青年学校」に改称される。
- 1939年（昭和14年）2月 - 統合により、「大串尋常高等小学校 小迎分教場」となる。
- 1941年（昭和16年）4月1日 - 国民学校令の施行により、「大串村大串国民学校 小迎分教場」に改称。
- 1947年（昭和22年）4月1日 - 学制改革（六・三制の実施）により、「大串村立大串小学校 小迎分教場」となる。
- 1955年（昭和30年）5月8日 - 新校舎が完成。
- 1960年（昭和35年）
  - 4月1日 - 小学校の再編が以下の様に行われる。
    - 鳥加分教場の場所（平山郷平山）に校舎を増築し、「大串村立南小学校」とし、大串郷南部・平山郷・鳥加郷の児童を収容。
    - 旧・大串小学校本校の場所（八木原郷大浦）に「大串村立南小学校八木原分室」を設置し、八木原郷・大串郷北部の児童を収容。
    - 小迎分教場が分離し、「大串村立北小学校」として独立。
- 1961年（昭和36年）6月29日 - 亀岳村と大串村が合併の上西彼村が発足し、「西彼村立北小学校」に改称。
- 1962年（昭和37年）3月31日 - 八木原分室の児童を本校に移し、八木原分室を廃止。旧校舎をすべて大串中学校に移管。
- 1963年（昭和38年）11月 - 脱脂粉乳給食を開始。
- 1964年（昭和39年）
  - 1月9日 - 校旗が寄贈される。
  - 3月19日 - 校歌を制定。
- 1967年（昭和42年）10月14日 - 西彼町立学校給食共同調理場が完成したため、センター方式による完全給食を開始。
- 1969年（昭和44年）1月1日 - 町制施行により、「西彼町立北小学校」に改称。
- 1973年（昭和48年）7月 - プールが完成。
- 1977年（昭和52年）5月1日 - 創立100周年記念式典を挙行。
- 1978年（昭和53年）3月11日 - 体育館が完成。
- 1979年（昭和54年）3月8日 - 新校舎が完成。
- 1981年（昭和56年）8月21日 - プールが完成。
- 1983年（昭和58年）11月26日 - 校舎を増築。
- 1994年（平成6年）4月28日 -  運動場を拡張。新体育館が完成。
- 1995年（平成7年）4月 - 運動場に遊具を設置。
- 2000年（平成12年）2月28日 - パソコンルームを新設。
- 2002年（平成14年）
  - 5月11日 - トイレの水洗化工事が完了。
  - 11月1日 - 学校農園が完成。
- 2003年（平成15年）10月27日 - 「遊びの森」が完成。
- 2005年（平成17年）4月1日 - 町村合併により「西海市立西彼北小学校」（現校名）に改称。特殊学級「たんぽぽ学級」を新設。

## 交通アクセス
最寄りのバス停
- 長崎自動車（長崎バス）・さいかい交通「小迎」バス停

最寄りの道路
- 国道202号沿い
  - 国道202号・国道206号・長崎県道205号日ノ坂瀬川港線が接続する「小迎」交差点が学校の近くにある。
  - 西彼杵道路（西海パールライン有料道路、国道206号小迎バイパス）の小迎ICが接続している。

## 周辺
- 小迎保育園
- 長崎県警察 西海警察署 小迎警察官駐在所
- ホームプラザナフコ西海店・エレナ西海店・ミドリ薬品西海店

## 参考資料
- 「西彼杵郡現勢一班」（1926年（昭和元年）12月31日発行, 出版:郡役所廃止記念会）- 国立国会図書館近代デジタルライブラリー p.312（コマ番号167）
- 「西彼町郷土誌」（2003年（平成15年）3月1日発行, 西彼町教育委員会）